# Live in Phoenix
 (avril 2025).
Si vous disposez d'ouvrages ou d'articles de référence ou si vous connaissez des sites web de qualité traitant du thème abordé ici, merci de compléter l'article en donnant les références utiles à sa vérifiabilité et en les liant à la section « Notes et références ».
Albums de Fall Out Boy
Leaked in London
(2007) Folie à deux
(2008)
Singles
1. Beat It
Sortie : 25 mars 2008

Live in Phoenix est le premier album live du groupe américain de pop punk Fall Out Boy sorti le 1er avril 2008 sur le label Island Records.

## Fiche technique

### Liste des titres
Les quinze pistes de cet album sont :
| No  | Titre                                                                      | Durée |
| --- | -------------------------------------------------------------------------- | ----- |
| 1.  | Thriller                                                                   | 5:04  |
| 2.  | Grand Theft Autumn/Where Is Your Boy                                       | 3:15  |
| 3.  | Sugar, We're Goin Down                                                     | 3:37  |
| 4.  | Our Lawyer Made Us Change the Name of This Song So We Wouldn't Get Sued    | 3:01  |
| 5.  | Hum Hallelujah                                                             | 3:59  |
| 6.  | Tell That Mick He Just Made My List of Things to Do Today                  | 3:32  |
| 7.  | I'm Like a Lawyer with the Way I'm Always Trying to Get You Off (Me & You) | 3:30  |
| 8.  | A Little Less Sixteen Candles, a Little More "Touch Me"                    | 2:49  |
| 9.  | Beat It (reprise de Michael Jackson)                                       | 3:50  |
| 10. | Golden                                                                     | 2:29  |
| 11. | This Ain't a Scene, It's an Arms Race                                      | 3:45  |
| 12. | Thnks fr th Mmrs                                                           | 3:28  |
| 13. | "The Take Over, the Breaks Over"                                           | 3:40  |
| 14. | Dance, Dance                                                               | 3:10  |
| 15. | Saturday                                                                   | 3:53  |